# Josep Gravalosa i Geronès
Josep Gravalosa i Geronès (Santa Coloma de Farners, Selva, 24 d'abril de 1882 - Barcelona, 24 de setembre de 1975) fou instrumentista de flabiol i violí, i dirigí cobles de tant prestigi com La Principal de Palafrugell, La Selvatana i la cobla Barcelona, de la qual fou cofundador.
Conegut als darrers anys de la seva vida amb el sobrenom de l'Avi, va ser instrumentista de violí i flabiol, amb el qual es va iniciar com a intèrpret als 11 anys a la cobla La Juvenil per passar als 13 a La Farnense, ambdues de Santa Coloma de Farners. Després es va traslladar a Sant Feliu de Guíxols i va formar part de l'Orquestra Garreta mentre dirigia la cobla La Principal de Palafrugell i, més tard, la Selvatana. Després va anar a Barcelona i amb l'Albert Martí van fundar la cobla Barcelona (1922) de la qual va ser el primer director. Home inquiet i afable, les seves sardanes es caracteritzen per la qualitat sense eludir el caràcter ballador. Als anys quaranta reprengué la direcció, portant la cobla Albert Martí. El 1959 fou nomenat membre del Jurat de Mèrit del premi Barcino pel fet d'haver assolit premis en aquest concurs en les dues darreres edicions, i el 1968 fou objecte del més gran dels homenatges rebuts, el Nacional de tot Catalunya, Andorra i Catalunya Nord, en què va rebre la Medalla d'Or del Sardanisme i un llibre amb més de vint mil signatures recollides arreu del país.
Les seves sardanes són avui dia gairebé oblidades. Se'n podrien destacar El dubte d'una noia enamorada, Cala Salions i Evocacions gironines.
El Fons personal de Josep Gravalosa i Gerones es troba a l'Arxiu Municipal de Sant Feliu de Guíxols.